# Septoria geranii

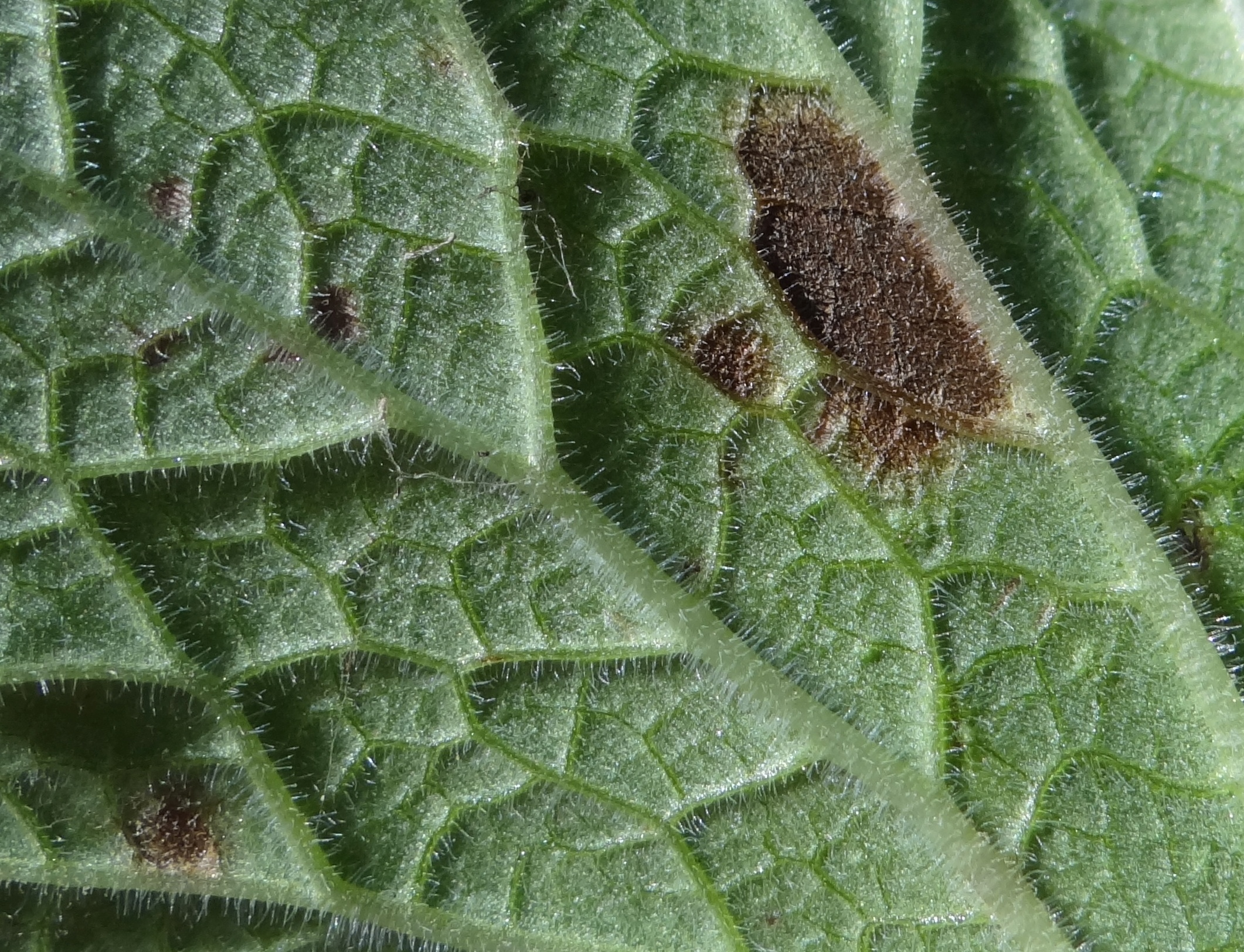

Septoria geranii Roberge ex Desm. – gatunek grzybów z klasy Dothideomycetes. Grzyb mikroskopijny, pasożyt, endobiont rozwijający się na liściach różnych gatunków bodziszków (Geranium).

## Systematyka i nazewnictwo
Pozycja w klasyfikacji według Index Fungorum: Septoria, Mycosphaerellaceae, Capnodiales, Dothideomycetidae, Dothideomycetes, Pezizomycotina, Ascomycota, Fungi.
Takson ten opisali Michel Robert Roberge i Jean Baptiste Henri Joseph Desmazières w 1853 r. Synonim: Rhabdospora geranii (Roberge ex Desm.) Petr. 1958.

## Morfologia
Objawy na porażonych roślinach
Na obydwu stronach porażonych liści powstają wielokątne, okrągławe lub elipsoidalne, ograniczone nerwacją plamy o wymiarach 2-5 (-10) x 2-4 mm. Początkowo są zielonobrązowe lub brązowe, potem czarnobrązowe i mają cienką, purpurową obwódkę oraz purpurowofioletowe halo. 
Cechy mikroskopowe
W obrębie plam tworzą się pyknidia o średnicy (50–) 70–180 μm. Powstają na obydwu stronach liści i są zagłębione w jego tkankach, później bardziej widoczne stają się na górnej stronie blaszki. Wydostają się przez pojedynczą, czasami otoczoną ciemniejszymi komórkami Ostiola o średnicy 28–50 μm. Konidia podzielone 1–3 septami. Są dwa ich rodzaje:
- proste lub słabo wygięte, o wymiarach 38–60 × 1–1,5 μm,
- łukowato wygięte, o wymiarach (39–) 46–82 × 1–2 μm[2].

Znana jest tylko postać bezpłciowa (anamorfa).

## Występowanie
Znane jest występowanie tego gatunku w licznych krajach Europy, w Azji, Ameryce Północnej, w Afryce i Australazji.